# Hanseniella producta
Hanseniella producta är en mångfotingart som beskrevs av Ribaut 1914. Hanseniella producta ingår i släktet syddvärgfotingar, och familjen snabbdvärgfotingar. Inga underarter finns listade i Catalogue of Life.